# محمد عواطة
محمد عواطة مواليد 10 يوليو 1993 في دمشق، هو لاعب كرة قدم سوري. يلعب في مركز الهجوم.

## المسيرة الاحترافية
أصبح عواطة محترفًا في وطنه وهو في السادسة عشرة من عمره. كعضو في نادي الوحدة، أحد أندية الدوري السوري الممتاز في مسقط رأسه دمشق، فاز بلقب الدوري عام 2014. كما ظهر مرة واحدة في كأس الاتحاد الآسيوي 2013 خلال مباراة التصفيات المؤهلة ضد نادي أهلي تعز اليمني.
ومع ذلك في صيف عام 2016، أجبر على الفرار من بلاده بسبب الحرب الأهلية المستعرة، التي قتلت فيها والدته وعمه عندما قصف منزله. سافر إلى تركيا عن طريق البر، ثم إلى اليونان عن طريق البحر، واستقر في ألمانيا. أثناء وجوده في شتوتغارت، سُمح له بالتدريب مع نادي هواة محلي.
في صيف عام 2016، أوصى به صديقه لمدرب نادي ميونخ 1860 (دانيال بيروفكا) الذي استقبله في الفريق بأذرع مفتوحة بعد تجربة رائعة. استغرق الأمر اتحاد ألمانيا لكرة القدم تسعة أشهر للسماح له باللعب، حيث تدرب مع فريق الشباب تحت 21 سنة. بعد الحصول على تصريح خاص تمكن من توقيع عقد رسمي مع النادي في يناير 2017. لعب لأول مرة مع الفريق الرديف بعد شهرين، وذلك خلال مباراة في ريجيوناليجا انتهت بالفوز 1-0 على ميمينجين. ظهر سبع مرات في ذلك الموسم، لكنه فشل في التسجيل.
هبط الفريق الأول من دوري الدرجة الثانية وفشل في الحصول على فرصة للعب في دوري الدرجة الثالثة الألماني لموسم 2017-18، مما أجبره على التنافس في دوري الدرجة الرابعة. تم نقل بيروفكا لتدريب الفريق الأول، وكان عواطة من بين عشرات اللاعبين الذين بقوا معه. شارك لأول مرة مع الفريق في 23 سبتمبر، ليحل محل ماركوس زيريس في الدقائق الأخيرة لمباراة ضد أونترفرينج. سجل هدفه الأول في مباراته الثانية التي انتهت بالفوز 4-1 على بايرويت في المباراة النهائية للموسم. وأضاف مساعدتين حيث أنهى ميونخ 1860 الموسم بطلا لدوري الدرجة الرابعة وحصل على الترقية إلى دوري الدرجة الثالثة.
في أغسطس 2018 وقع عواطة مع نادي نادي الجزيرة الأردني الذي يلعب في الدوري الأردني للمحترفين. ظهر مرة واحدة في كأس الاتحاد الآسيوي 2018 خلال مباراة خروج المغلوب ضد نادي القوة الجوية في سبتمبر.

### الأندية التي لعب لها
- نادي الوحدة (سوريا)
- ميونخ 1860
- نادي الجزيرة (الأردن)

## الإنجازات

### الأندية
الوحدة
- الدوري السوري الممتاز: 2014

ميونخ 1860
- دوري الدرجة الرابعة الألماني: 2017–18

## روابط خارجية
- محمد عواطة على موقع قاعدة بيانات كرة القدم.إي يو (الإنجليزية)
- محمد عواطة على موقع Soccerway.com (الإنجليزية)
- محمد عواطة على موقع عالم كرة القدم.نت (الإنجليزية)